# Jindřich Otakar Miltner
Jindřich Otakar Miltner (22. října 1827 Slaný – 24. ledna 1881 Krakov) byl státní úředník, národní obrozenec a vlastivědný pracovník.

## Život
Kariéru začal v letech 1851-1852 jako asistent archeologické sbírky a sbírky starožitností historické archeologie (tehdy v knihovně pod vedením Václava Hanky) v Museu království českého. Pak se stal policejním úředníkem v Krakově.
Jako dobrovolný konzervátor sbíral archeologické nálezy (například kachle) a daroval je muzeu. Systematicky se zabýval hlavně numismatikou.